# TJ・ディラショー
TJ・ディラショー（TJ Dillashaw、1986年2月7日 - ）は、アメリカ合衆国の男性元総合格闘家。カリフォルニア州ソノラ出身。元UFC世界バンタム級王者。

## 来歴
高校・大学とレスリング部に所属。高校時代に優秀な成績を収めたことでカリフォルニア州立大学フラトン校にフルライドの奨学金（学費だけでなく寮費・生活費も受け取れる奨学金）を受けて入学、NCAAディビジョン1で活躍した。
大学卒業後に大学時代のレスリングコーチだったマーク・ムニョスの伝手で総合格闘技の練習を始め、2010年にプロ総合格闘家デビュー。4勝無敗の戦績でThe Ultimate Fighterに参加した。

### The Ultimate Fighter
2011年、リアリティ番組「The Ultimate Fighter」のシーズン14にマイケル・ビスピン率いるチーム・ビスピン所属で参加。バンタム級トーナメント1回戦でチーム・ミラーのローランド・デロームを一本勝ちで下し、準決勝ではダスティン・ペイグに3-0の判定勝ちを収め決勝進出を果たした。
2011年12月3日、The Ultimate Fighter 14 Finaleのバンタム級トーナメント決勝でジョン・ドッドソンと対戦し、左フックでダウンを奪われパウンドで1RTKO負け。キャリア5戦目で初黒星を喫した。

### UFC
2012年2月15日、UFC本戦初出場となったUFC on Fuel TV 1でワレル・ワトソンと対戦し、3-0の判定勝ち。
2013年10月9日、UFC Fight Night: Maia vs. Shieldsでバンタム級ランキング5位のハファエル・アスンソンと対戦し、1-2の判定負け。敗れはしたものの、ファイト・オブ・ザ・ナイトを受賞した。海外のMMAメディアサイトの採点では13人中10人の記者がディラショーの勝利を支持した。
2014年1月15日、UFC Fight Night: Rockhold vs. Philippouでバンタム級ランキング7位のマイク・イーストンと対戦し、3-0の判定勝ち。

#### UFC世界王座獲得
2014年5月24日、UFC 173のUFC世界バンタム級タイトルマッチで王者ヘナン・バラオンに挑戦。試合前はブックメーカーのオッズで1.1倍対6.7倍と圧倒的不利と見られていたが、1Rに右フックでダウンを奪うなど序盤からバラオンを圧倒し、5Rに左ハイキックでぐらつかせ、直後にパンチ連打からの左フックでダウンを奪い、追撃のパウンドで下馬評を覆すTKO勝ちを収め王座獲得に成功。ファイト・オブ・ザ・ナイトとパフォーマンス・オブ・ザ・ナイトを同時受賞した。当初は同大会で水垣偉弥と対戦する予定であったが、バラオンに挑戦予定だったハファエル・アスンソンが欠場したため、アスンソンの代わりとしてバンタム級タイトルマッチに出場する事となった。
2014年8月30日、UFC 177のUFC世界バンタム級タイトルマッチで挑戦者ジョー・ソトと対戦。5Rに右ハイキックからの左ストレートでKO勝ち。王座の初防衛に成功し、パフォーマンス・オブ・ザ・ナイトを受賞した。当初は同大会でヘナン・バラオンと再戦する予定であったが、バラオンが試合前日に体調不良となり欠場したため、同大会で別の選手と対戦予定であったソトが急遽王座挑戦することが決まった。
2015年7月25日、UFC on FOX 16のUFC世界バンタム級タイトルマッチでバンタム級ランキング1位の挑戦者ヘナン・バラオンと再戦し、スタンドパンチ連打で4RTKO勝ち。2度目の王座防衛に成功し、パフォーマンス・オブ・ザ・ナイトを受賞した。
2015年10月、長年所属したチーム・アルファメールを離脱しエレベーション・ファイトチームに移籍した。
2016年1月17日、UFC Fight Night: Dillashaw vs. CruzのUFC世界バンタム級タイトルマッチでバンタム級ランキング1位の挑戦者ドミニク・クルーズと対戦。一進一退の攻防を繰り広げたものの、僅差で1-2（47-48、49-46、46-49）の5R判定負け。3度目の防衛に失敗し、王座から陥落した。敗れはしたものの、ファイト・オブ・ザ・ナイトを受賞した。
2016年7月9日、UFC 200でバンタム級ランキング3位のハファエル・アスンソンと再戦し、3-0の判定勝ち。3年9カ月越しのリベンジを果たした。
2016年12月30日、UFC 207でバンタム級ランキング2位のジョン・リネカーと対戦し、3-0の判定勝ち。

#### UFC世界王座再獲得
2017年4月、リアリティ番組「The Ultimate Fighter」の25シーズンにコーディ・ガーブラントと共にそれぞれのチームのコーチを務めた。
2017年11月4日、UFC 217のUFC世界バンタム級タイトルマッチで元チームメイトの王者コーディ・ガーブラントに挑戦。1R終盤に右フックでダウンを奪われるも、2R中盤に左ハイキックでダウンを奪い返し、最後は右フックでダウンを奪い、追撃のパウンドで2RKO勝ち。王座再獲得に成功し、パフォーマンス・オブ・ザ・ナイトを受賞した。
2018年8月4日、UFC 227のUFC世界バンタム級タイトルマッチでバンタム級ランキング1位の挑戦者コーディ・ガーブラントとダイレクトリマッチを行う。1R中盤に右フックの3連発でダウンを奪い、1R終盤にスタンドパンチ連打でTKO勝ち。王座の初防衛に成功し、パフォーマンス・オブ・ザ・ナイトを受賞した。
2019年1月19日、UFC Fight Night: Cejudo vs. DillashawのUFC世界フライ級タイトルマッチで一階級下のUFC世界フライ級王者ヘンリー・セフードに挑戦し、右フックでダウンを奪われパウンドで開始32秒のTKO負け。フライ級王座獲得に失敗した。

#### ドーピング・世界王座返上
2019年3月20日、ディラショーがインスタグラムでヘンリー・セフード戦で自身にアンチ・ドーピング規則違反があったため、バンタム級王座を返上することを発表した。この直後にニューヨーク州アスレチック・コミッションはディラショーに1年間の出場停止と1万ドルの罰金を科したことを発表した。4月9日、調査と裁定を完了した米国アンチドーピング機関（USADA）が、ディラショーのアンチ・ドーピング規則違反が、2019年1月19日に開催されたUFC Fight Night: Cejudo vs. Dillashawの試合後に実施された競技内薬物検査での組換えヒトエリスロポエチン（rHuEPO）の陽性反応検出だったこと及び、ディラショーに2年間の出場停止を科したことを発表した。
2021年7月24日、2年半ぶりの復帰戦となったUFC on ESPN: Sandhagen vs. Dillashawでバンタム級ランキング2位のコーリー・サンドヘイゲンと対戦し、2-1の5R判定勝ち。なお、ディラショーは1R終盤に左膝の内側半月板をバケツ柄状断裂、外側半月板と後十字靱帯を断裂し試合後に手術を受けた。
2022年10月22日、UFC 280のUFC世界バンタム級タイトルマッチで王者アルジャメイン・スターリングに挑戦。開始直後にテイクダウンを奪われた際に左肩を脱臼し、2RにパウンドでTKO負け。王座獲得に失敗した。
2022年12月5日、UFCへ引退を通知したことが発表された。

## ファイトスタイル
独特の構えとステップで角度をつけたポジションから繰り出す鋭く精度が高いパンチと、ノーモーションで見えづらい変則的なハイキックを得意としている。また、2015年にチーム・アルファメールからエレベーション・ファイトチームに移籍してからは、テイクダウン能力やグラウンドでの攻防が向上し穴のないオールラウンダーとなった。さらに、5Rをフルに動き続ける豊富なスタミナと優れたリカバリー能力を持つ。

## 人物・エピソード
- かつて所属していたチーム・アルファメールの一部選手達と対立しており、ユライア・フェイバー等は「ディラショーは最悪のトレーニングパートナーだった」と語っている[25]。
- レッド・ホット・チリ・ペッパーズの「Can't Stop」を入場曲にしており、右上腕内側部にはCan't Stopの歌詞をタトゥーとして入れている[26]。
- カリフォルニア州立大学フラトン校で運動・臨床実践科学の学士を取得している[1]。
- 2014年に結婚し、2017年には男児を儲けている。

## 戦績

### 総合格闘技
| 総合格闘技 戦績 | 総合格闘技 戦績 | 総合格闘技 戦績 | 総合格闘技 戦績 | 総合格闘技 戦績 | 総合格闘技 戦績 | 総合格闘技 戦績 |
| --------------- | --------------- | --------------- | --------------- | --------------- | --------------- | --------------- |
| 22 試合         | (T)KO           | 一本            | 判定            | その他          | 引き分け        | 無効試合        |
| 17 勝           | 8               | 3               | 6               | 0               | 0               | 0               |
| 5 敗            | 3               | 0               | 2               | 0               | 0               | 0               |

| 勝敗 | 対戦相手                     | 試合結果                            | 大会名                                                                   | 開催年月日     |
| ×    | アルジャメイン・スターリング | 2R 3:44 TKO（パウンド）             | UFC 280: Oliveira vs. Makhachev 【UFC世界バンタム級タイトルマッチ】      | 2022年10月22日 |
| ○    | コーリー・サンドヘイゲン     | 5分5R終了 判定2-1                   | UFC on ESPN 27: Sandhagen vs. Dillashaw                                  | 2021年7月24日  |
| ×    | ヘンリー・セフード           | 1R 0:32 TKO（パウンド）             | UFC Fight Night: Cejudo vs. Dillashaw 【UFC世界フライ級タイトルマッチ】  | 2019年1月19日  |
| ○    | コーディ・ガーブラント       | 1R 4:10 TKO（スタンドパンチ連打）   | UFC 227: Dillashaw vs. Garbrandt 2 【UFC世界バンタム級タイトルマッチ】   | 2018年8月4日   |
| ○    | コーディ・ガーブラント       | 2R 2:41 KO（右フック→パウンド）     | UFC 217: Bisping vs. St-Pierre 【UFC世界バンタム級タイトルマッチ】       | 2017年11月4日  |
| ○    | ジョン・リネカー             | 5分3R終了 判定3-0                   | UFC 207: Nunes vs. Rousey                                                | 2016年12月30日 |
| ○    | ハファエル・アスンソン       | 5分3R終了 判定3-0                   | UFC 200: Tate vs. Nunes                                                  | 2016年7月9日   |
| ×    | ドミニク・クルーズ           | 5分5R終了 判定1-2                   | UFC Fight Night: Dillashaw vs. Cruz 【UFC世界バンタム級タイトルマッチ】  | 2016年1月17日  |
| ○    | ヘナン・バラオン             | 4R 0:35 TKO（スタンドパンチ連打）   | UFC on FOX 16: Dillashaw vs. Barao 2 【UFC世界バンタム級タイトルマッチ】 | 2015年7月25日  |
| ○    | ジョー・ソト                 | 5R 2:20 KO（右ハイキック→パウンド） | UFC 177: Dillashaw vs. Soto 【UFC世界バンタム級タイトルマッチ】          | 2014年8月30日  |
| ○    | ヘナン・バラオン             | 5R 2:26 TKO（左フック→パウンド）    | UFC 173: Barao vs. Dillashaw 【UFC世界バンタム級タイトルマッチ】         | 2014年5月24日  |
| ○    | マイク・イーストン           | 5分3R終了 判定3-0                   | UFC Fight Night: Rockhold vs. Philippou                                  | 2014年1月15日  |
| ×    | ハファエル・アスンソン       | 5分3R終了 判定1-2                   | UFC Fight Night: Maia vs. Shields                                        | 2013年10月9日  |
| ○    | ウゴ・ヴィアナ               | 1R 4:22 TKO（パウンド）             | UFC on FOX 7: Henderson vs. Melendez                                     | 2013年4月20日  |
| ○    | 田村一聖                     | 2R 0:26 KO（左ハイキック→パウンド） | UFC 158: St-Pierre vs. Diaz                                              | 2013年3月16日  |
| ○    | ヴァウアン・リー             | 1R 2:33 ネッククランク              | UFC on Fuel TV 4: Munoz vs. Weidman                                      | 2012年7月11日  |
| ○    | ワレル・ワトソン             | 5分3R終了 判定3-0                   | UFC on Fuel TV 1: Sanchez vs. Ellenberger                                | 2012年2月15日  |
| ×    | ジョン・ドッドソン           | 1R 1:54 TKO（左フック→パウンド）    | The Ultimate Fighter 14 Finale 【バンタム級トーナメント 決勝】           | 2011年12月3日  |
| ○    | テイラー・マコーストン       | 3R 1:07 TKO（パンチ連打）           | Capitol Fighting Championships                                           | 2010年11月20日 |
| ○    | マイク・スアレス             | 1R 2:42 リアネイキドチョーク        | Rebel Fighter: Domination                                                | 2010年10月2日  |
| ○    | ブランドン・ドラッカー       | 1R 2:46 リアネイキドチョーク        | Fight For Wrestling 1                                                    | 2010年5月22日  |
| ○    | シーザー・スクラヴォス       | 5分3R終了 判定3-0                   | KOTC: Legacy                                                             | 2010年3月26日  |

### 総合格闘技エキシビション
| 勝敗 | 対戦相手             | 試合結果                 | 大会名                                             | 開催年月日    |
| ○    | ダスティン・ペイグ   | 5分3R終了 判定3-0        | The Ultimate Fighter: Team Bisping vs. Team Miller | 2011年7月12日 |
| ○    | ローランド・デローム | 2R 1:44 ギロチンチョーク | The Ultimate Fighter: Team Bisping vs. Team Miller | 2011年7月6日  |
| ○    | マット・ジャガーズ   | 1R終了 TKO（棄権）       | The Ultimate Fighter: Team Bisping vs. Team Miller | 2011年6月7日  |

## 獲得タイトル
- 第3代UFC世界バンタム級王座（2014年）
- 第6代UFC世界バンタム級王座（2017年）

## 表彰
- UFC ファイト・オブ・ザ・ナイト（3回）
- UFC パフォーマンス・オブ・ザ・ナイト（5回）
- World MMA Awards アップセット・オブ・ザ・イヤー（2014年/ヘナン・バラオン戦）